# Leptotrichus panzeri
Leptotrichus panzeri är en kräftdjursart som först beskrevs av Jean Victor Audouin 1826.  Leptotrichus panzeri ingår i släktet Leptotrichus och familjen Porcellionidae. Inga underarter finns listade i Catalogue of Life.